# Lavatoggio
Lavatoggio település Franciaországban, Haute-Corse megyében. Lakosainak száma 156 fő (2022. január 1.). Lavatoggio Lumio, Montegrosso, Aregno és Cateri községekkel határos.

## Népesség
A település népességének változása:
| Lakosok száma | 89   | 116  | 138  | 132  | 129  | 153  | 150  | 149  | 149  | 156  |
|               | 1968 | 1982 | 1990 | 2006 | 2011 | 2016 | 2017 | 2019 | 2020 | 2022 |